# Саи, Муаз
Муаз Саи (фр. Moïse Sahi Dion; род. 20 декабря 2001, Абиджан) — ивуарийский футболист, нападающий молодёжной сборной Кот-д’Ивуара и клуба «Страсбур» (с 2021 года).

## Клубная карьера
Муаз Саи родился в Абиджане, имеет ивуарийское и малийское гражданство.
Воспитанник «Африкен Футболь Элит», Саи подписал контракт с резервной командой «Страсбура» в январе 2021 года. Однако дебютировал в основном составе «Страсбура» 4 апреля 2021 года, выйдя на замену в матче Лиги 1 против «Бордо», который закончился со счётом 3:2. Шесть дней спустя Муаз забил свой первый гол за клуб в матче против «Пари Сен-Жермен», который закончился со счётом 4:1.
3 августа 2022 года Саи перешёл в клуб Лиги 2 «Анси» на правах аренды сроком на сезон. Дебютировал в клубе в матче против «Амьена», который закончился со счётом 1:0. 1 марта 2023 года Саи забил первый гол «Анси» в матче против «Марселя» в четвертьфинале Кубка Франции, который «Анси» выиграл по пенальти и впервые в истории вышел в полуфинал этого престижного турнира.

## Карьера в сборной
Саи родился в Кот-д’Ивуаре, имеет малийское происхождение и двойное гражданство — Кот-д’Ивуара и Мали. В марте 2023 года был вызван в молодёжную сборную Кот-д’Ивуара.